# Mythe de fondation
Le mythe de fondation, appelé aussi suivant les circonstances mythe fondateur, ou mythe national, est un récit étiologique expliquant l'origine d'une religion, d'une cité, d'un pays, d'une nation.
Depuis l'apparition des premières cités, entre le IVe et le IIIe millénaire avant Jésus-Christ, des mythes racontent la fondation de certaines d'entre elles. Le mythe de Romulus et Rémus à Rome, le mythe d'Érechthée à Athènes et le Kalevala en Finlande sont des mythes de fondation : d'une manière générale, chaque peuple a besoin de dire ses origines.
Ce mythe étiologique fait partie des mythes des origines qui sont des récits légendaires des débuts d'un peuple, d'une cité, de l'humanité, de la terre, de la vie et de l'univers (cosmogonie). Il se distingue aussi du mythe de la création qui fait référence à l'idée d'un commencement du monde.

## Fabrique du mythe
« L'histoire apprend aussi à rire des solennités de l'origine », elle est « ingratitude du commencement revendiqué contre des origines refusées. »
Les communautés humaines fabriquent des mythes fondateurs dans lesquels la narration qui peut incorporer des noyaux historiques authentiques et la fiction doivent être continûment interrogés. Ils font ainsi l'objet d'enquête historique et d'analyse critique qui tentent de démêler les liens entretenus avec la réalité, de retracer leur lecture au gré des époques et des courants historiographiques. Ces mythes peuvent ainsi résulter de processus de légitimation permettant de structurer et de préserver le groupe en le rattachant à un passé porteur de signification (utilité mémorielle pour rassembler les communautés et répondre à leur besoin d'assigner à chaque membre une place, une fonction et des règles de fonctionnement) ou de processus de manipulation, de mystification de la réalité historique dans une volonté politique d'acculturation, de cohésion ou de soumission.
Selon l'anthropologue Peggy Reeves Sanday, le symbolisme de genre dans les récits d’origine se manifesterait comme des « métaphores de l'identité sexuelle ». De telles métaphores fourniraient des références investies de contenus émotionnels mobilisables, durant les temps troublés marqués par l'absence de cadres institutionnels ou leur impuissance à expliquer le monde.

## Mythes antiques

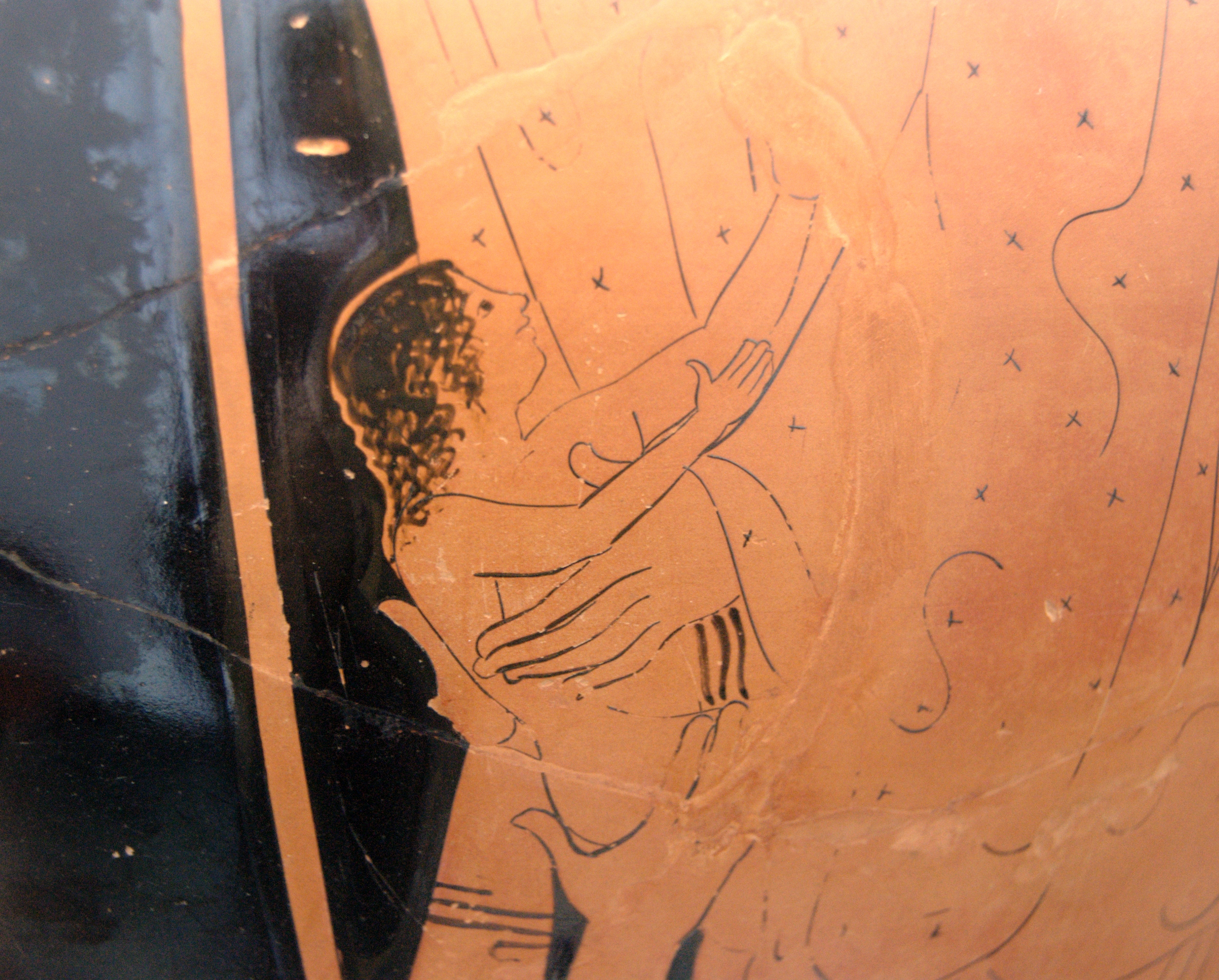
Naissance d'Érichthonios : Athéna reçoit le nouveau-né des mains de Gaïa,, Staatliche Antikensammlungen

Les mythes de fondations peuvent développer deux types de récits d'origines : autochtoniques – du grec auto-khthôn, « celui qui est né de la terre même » – ou des origines allochtoniques – allo-khthôn, « celui qui est né d'une autre terre », venu d'ailleurs.
Le premier type, assez fréquent dans les mythes grecs antiques, fait par exemple naitre les hommes de la Terre à l'instar du mythe athénien d'Érichthonios – né spontanément de la Terre (suivant Pindare) ou d'une union entre Héphaïstos et la Terre (suivant Homère) – ou encore des Spartes (les « hommes semés ») nés de la terre en armure, semés des dents d'un dragon tué par Cadmos.
Le second type, que l'on retrouve également dans les récits grecs, propose des récits de colonisation ou d'exode : on est propriétaire d'un territoire à la suite d'un colon accompagné d'un groupe qui – sur ordre divin ou celui d'un oracle – s'est emparé de ce territoire promis. Ces récits, souvent militaristes ou guerriers, trouvent souvent leur origine dans une situation d'oppression qui pousse au départ.

## Mythes modernes

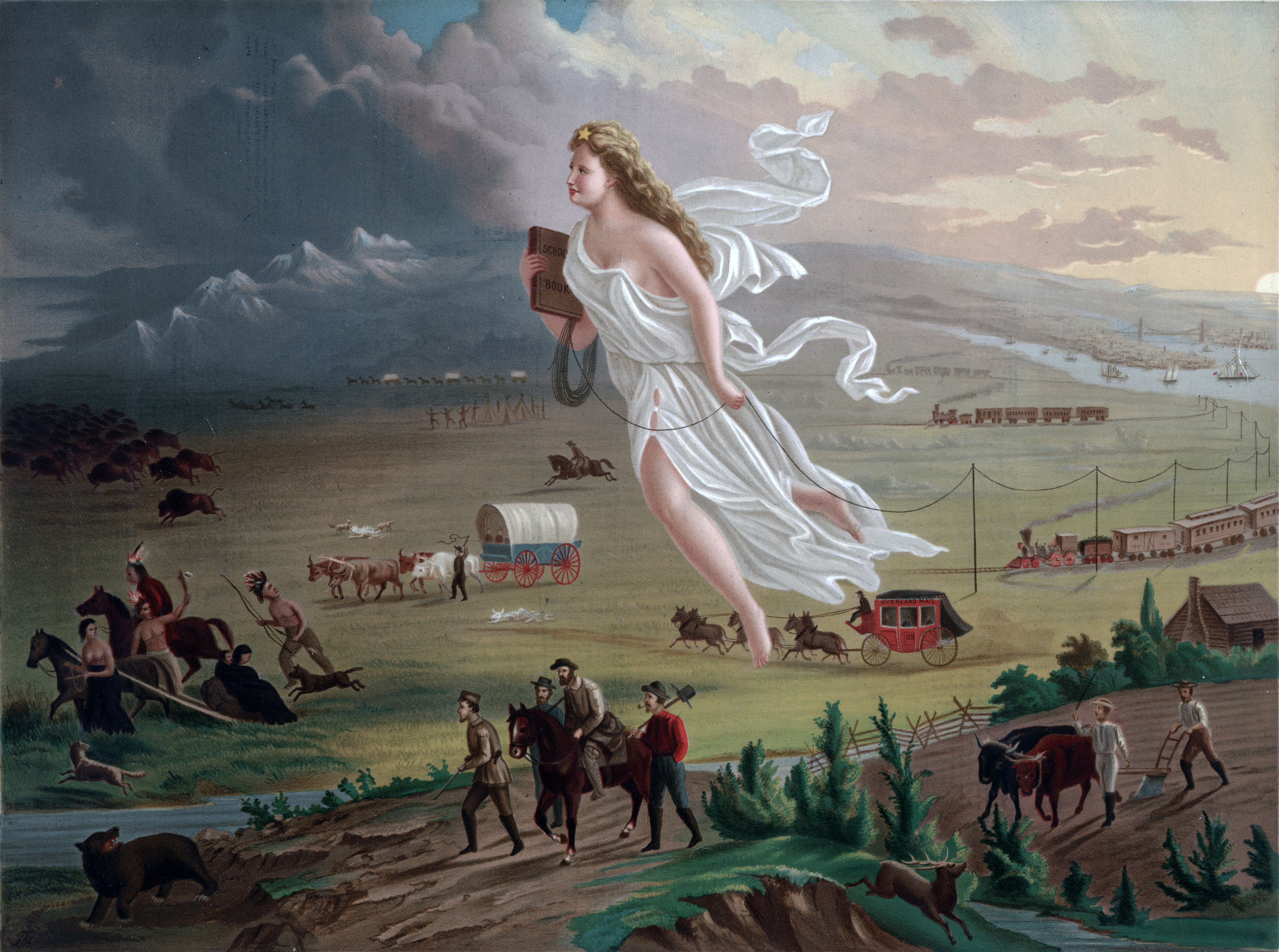
American Progress, John Gast, 1872

On retrouve ce type de récits dans la construction de récits de fondation modernes, repris ou construits des siècles après les événements qu'ils racontent. Il est ainsi devenu courant de parler de « mythe fondateur » pour des récits d'origines plus récentes : Suisse, États-Unis, France, Israël, etc.
En France, on trouve ainsi ce type de récits identitaires qui se basent sur des évènements anciens sous la Troisième République avec Vercingétorix qui devient le récit fondateur expliquant les qualités des Français, ou Jeanne d'Arc qui devient le symbole du fondement de la France héroïque aidée par Dieu, trouvant ses origines dans un combat de libération. On trouve également des mythes complètement inventés comme, en Suisse, le personnage de Guillaume Tell rendu célèbre par un drame de Schiller. Enfin, on retrouve des mythes recyclés à l'instar du récit de l'Exode qui inspire le mythe fondateur des États-Unis : en fuyant un roi oppresseur, les colons anglais traversent un océan vers une Terre promise d'où il faut chasser les autochtones.

## Sacrifices fondateurs
René Girard remarque que les mythes sont très souvent des récits de meurtre, de guerre ou de sacrifice. Il a bâti sa théorie mimétique pour décrire la fondation de toute religion archaïque. Selon lui, le désir n’est pas original, il n’est que l’imitation du désir d’un autre par mimétisme ; Dans un groupe d’hommes, les désirs de chacun, parce qu’ils entrent en concurrence, engendrent une confusion de plus en plus grande qui dégénère en crise et menace l’unité du groupe en créant un chaos ; au climax de cette crise, une polarisation de tous les conflits se fait au détriment d’un seul : le bouc émissaire ; ce bouc émissaire est mis à mort dans un lynchage collectif ; la paix revient dans le groupe ; parce que la paix revient, le bouc émissaire est divinisé : c’est son « pouvoir » qui apporte la paix ; le mythe est établi : il raconte l’histoire du bouc émissaire, mais énonce, pour déculpabiliser le groupe, sa culpabilité quitte à lui inventer des crimes : le lynchage se transforme alors peu ou prou en acte de justice ; le rite est lui aussi établi : il imite plus ou moins le lynchage du bouc émissaire (d’abord sous la forme du sacrifice de personnes humaines, puis il évolue en sacrifice d’animaux, et s’édulcore et s’éloigne de la scène originelle au fil du temps), et doit être rejoué à intervalles réguliers pour éviter que de nouvelles crises nées de la concurrence des désirs au sein du groupe ne mettent en danger sa cohésion,,,.
Le mythe est donc un des éléments de ce que Girard appelle « le religieux » dont la fonction principale est de maintenir la violence hors de la communauté. Les sociétés humaines ne peuvent pas tolérer la violence interne, qui les menace de destruction ; elles forgent donc  des récits mythiques par lesquels cette violence est sacralisée et des rites par lesquels cette violence est "rejouée" de façon limitée et contrôlée pour rejeter le chaos en dehors de la communauté.
Il publie en 2007 Achever Clausewitz, co-écrit avec Benoît Chantre dans lequel il explique que selon lui, « il y a une parfaite continuité entre la lutte à mort de Caïn et Abel, Étéocle et Polynice, Remus et Romulus, et les guerres fratricides opposant la France et l'Allemagne ou les guerres qui s'annoncent entre les États-Unis et la Chine ».

#### Mythes fondateurs
- Europe : Mythe des origines troyennes
- France : Légende de l'origine troyenne des Francs, Légende de l'origine troyenne des Gaulois, Nos ancêtres les Gaulois
- Bretagne : Légende de l'origine troyenne des Bretons
- Rome : Fondation de Rome
- Marseille : Mythe fondateur de Marseille
- Suisse : Mythes fondateurs de la Suisse
- Acadie : Mythes fondateurs de l'Acadie
- Catalogne : Légendes fondatrices de la Catalogne
- Finlande : Kalevala
- Islande : Landnámabók : tradition orale, puis écrite à partir de la cinquième génération des colons
- Turquie : Ergenekon

#### Généralités
- Ethnogenèse
- Synœcisme
- Cosmogonie